# 小阿爾漢格爾斯克
52°24′N 36°30′E / 52.400°N 36.500°E
小阿爾漢格爾斯克（俄语：Малоарха́нгельск）是俄羅斯奧廖爾州的一個城市，位於奧廖爾以南82公里。2002年人口3,962人。
小阿爾漢格爾斯克於17世紀建立，1778年設市。